# Бакирова, Амина Гайфулловна
Амина Гайфулловна Бакирова (1932 — 2013) — советский, башкирский врач-педиатр. Народный врач СССР (1982).

## Биография
Родилась в 23 ноября 1932 года в деревне Кигазы Аскинского района Башкирии. 
В 1959 году окончила Башкирский медицинский институт в Уфе.
С 1959 года работала в поликлинике №36, в 1963—1987 — в детской поликлинике №1 Уфы. Организатор лечебно-профилактической помощи детям. На обслуживаемых участках была достигнута самая низкая заболеваемость детей в республике. 
Депутат Верховного Совета Башкирской АССР 10—11-го созывов.
Ушла из жизни 16 декабря 2013 года.

## Награды и звания
- Народный врач СССР (1982)
- Орден Ленина (1978)
- Медаль «За доблестный труд» (1970)
- Медаль «Ветеран труда» (1984)
- Почётный гражданин Уфы (2005).